# Hussein al-Sheikh
Hussein al-Sheikh (en árabe: حسين الشيخ‎; Ramala, 1960) es un político palestino que se desempeña como vicepresidente de Palestina desde el 26 de abril de 2025. También se ha desempeñado como secretario general del Comité Ejecutivo de la Organización para la Liberación de Palestina desde 2022.

## Biografía
Hussein al-Sheikh nació en Ramala en 1960 durante el período de la anexión jordana de Cisjordania. Pasó 11 años en prisiones israelíes durante su juventud, durante los cuales aprendió hebreo.

## Carrera política
Al-Sheikh dirigió la Autoridad General de Asuntos Civiles de la Autoridad Nacional Palestina desde 2007. Fue elegido por primera vez como miembro del Comité Central de Fatah en 2008.
El 25 de junio de 2022, el Comité Ejecutivo de la Organización para la Liberación de Palestina (OLP) reafirmó a Al-Sheikh como secretario general y jefe del Departamento de Asuntos de Negociación de la OLP.
El 25 de abril de 2025, el presidente del Estado de Palestina, Mahmud Abás, nombró a Al-Sheikh vicepresidente de la OLP y vicepresidente del Comité Ejecutivo de la OLP.